# Paŭlo Paal
 (mai 2021).
 (juillet 2024).
Paŭlo Paal (sous-titré Verdaj Donkiĥoj ; en français Paul Paal. Les Don Quichotte verts) est un roman originellement écrit en espéranto par Julio Baghy sorti en 1933.

## Résumé
Un jeune paysan très pauvre prénommé « Paul » est envoyé dans un sanatorium aux frais de l'État : les travaux de la terre, le tabac et un maigre régime alimentaire l'ont épuisé… Il a peu d'instruction et les autres malades se moquent de sa naïveté… Lors d'une promenade, il fait la connaissance d'une jeune aveugle, Liza, qui se met en tête de le tirer de sa condition. Elle l'incite à lire, apprendre et se développer… Paul met alors son séjour à profit pour cette nouvelle tâche : il s'exerce à écrire, apprend le braille, et lit… Remis sur pied, il retourne à la campagne, où les villageois le regardent avec méfiance : il se sent d'ailleurs lui-même devenu étranger ; seules ses bottes le retiennent encore à la glèbe… Mais il fait la connaissance du tailleur Mihok, qui lui tient des discours au sujet de l'espéranto ; Paul, qui se rappelle alors que Liza connaissait cette langue, se laisse convaincre…
Un jour, Anika Toth, fille d'un riche paysan manigance un prétexte pour entrer chez Paul, et lui fait une scène en voyant la photo de Liza… Paul n'est pas dupe et se demande ce qu'elle peut bien lui trouver… Lors d'une rencontre d'espéranto organisée chez Liza, Paul et sa bienfaitrice qui se retrouvent seuls face-à-face ne peuvent s'avouer leur amour… Paul rentrant en train chez lui, est accueilli par Anika qui lui enjoint de fuir, les gendarmes étant à sa recherche. Les services secrets pensent aussi qu'un paysan chez qui l'on trouve des livres est plus que suspect… Heureusement Liza, qui a un ministre dans sa famille, intervient en faveur de Paul… La sortie de prison de Paul lui vaut un regain de sympathie auprès des villageois… Paul demande la main d'Anika, mais le père de cette dernière refuse violemment… Anika décide de vivre tout de même avec Paul, qui met toute son énergie dans son travail et dans ses activités d'espérantophone… Ce dernier obtient finalement un poste subalterne dans une école… Mais le fossé se creuse avec Anika qui ne peut le suivre dans ses activités intellectuelles… Un jour, se sentant mourir, le père veut se réconcilier avec sa fille : si Paul renonce à ses livres et reprend ses bottes de paysan, elle pourra l'épouser. Ce dernier accepte, non sans regrets… Mais Anika et Paul peuvent enfin vivre ensemble.

## Des vertus émancipatrices de l'espéranto
Écrite dans un style simple et classique (proche de celui de Ludwik Lejzer Zamenhof), cette histoire relativement brève (une centaine de pages tout au plus) illustre les vertus émancipatrices de l'espéranto.
La critique peut être bon-enfant. Le personnage de Mihok est très attachant, justement parce qu'il représente tous les excès de certains espérantophones trop zélés (Respect du quasi-divin Maître Zamenhof, tendance à appeler tout le monde homfrato (frère humain), clichés abstentionnistes (pas d'alcool, pas de cigarette, pas de viande) et abus de rhétorique sur l'idée interne). Mais l'excessif Mihok est bien forcé de constater que tous les espérantophones ne pensent pas comme lui.
La critique peut aussi être plus directe : tous les espérantophones des années 1930 n'ont pas été imperméables au racisme ambiant, et dans la Hongrie de cette époque il était possible pour certains de défendre l'espéranto tout en raillant les Juifs ; il était même possible de fonder un club patriotique d'espéranto. Baghy nous laisse un témoignage amer sur la situation, à mettre en parallèle avec les analyses faites par Ulrich Lins dans son ouvrage La Danĝera Lingvo (La Langue dangereuse).